# Nagwan El-Zawawi
Nagwan El-Zawawi (en arabe : نجوان الزواوي), née le 17 janvier 1976, est une haltérophile égyptienne.

## Carrière
Nagwan El-Zawawi est médaillée d'or au total dans la catégorie des moins de 69 kg aux Championnats d'Afrique d'haltérophilie 2000 à Yaoundé.
Elle entraîne depuis 2008 l'équipe féminine d'haltérophilie des Émirats arabes unis.